# Ссора в Лукашах
«Ссора в Лукашах» — советский полнометражный цветной художественный фильм, снятый на киностудии «Ленфильм» в 1959 году режиссёром Максимом Руфом. В основу фильма был положен написанный Виктором Курочкиным рассказ «Соперницы», который им был представлен в качестве зачётного на первой учебной сессии Литературного института в 1954 году.
Премьера фильма «Ссора в Лукашах» состоялась 19 декабря 1959 года; фильм стал одним из лидеров советского кинопроката в 1960 году, его посмотрели 29 500 000 зрителей.

## Сюжет
В фильме рассказывается о жителях села Лукаши, где всё время что-то ломается, потому что у механизатора Виктора Туза не лежит душа к технике и починить что-либо он не может, а мечтает быть артистом. Колхозники ругаются, но другого техника здесь нет.
Однажды в село возвращается из армии Костя Ласточкин. Вот для него как раз ремонт не представляет никакого труда. В Лукашах Костя встречает свою юношескую любовь Лизу — девицу довольно пустую, ленивую и легкомысленную, мечтающую перебраться в город. Он единственный не замечает никаких недостатков Лизы. Не видит он и того, что в него влюблена другая девушка — скромная Катя.
Отец Лизы — председатель колхоза Пётр Трофимов — поначалу радовался, что в Лукашах появился умелый механизатор. Но требования неугомонного Кости, стремящегося изменить в колхозе жизнь к лучшему, постепенно надоели ему. Отношения Трофимова и Ласточкина испортились, не стало ни одного вопроса, который они могли бы решить миром.
В любом споре у каждого из них находились свои сторонники и однажды дело чуть не дошло до драки. Но спор закончился миром — председатель, наконец, понял, что был неправ.

## В ролях
- Кирилл Лавров — Константин (Костя) Андреевич Ласточкин, демобилизованный лейтенант, сын Степаниды
- Валентина Телегина — Степанида Саввична, мать Кости
- Сергей Плотников — Пётр Фадеевич Трофимов, председатель колхоза, отец Лизы
- Галина Теплинская — Елизавета (Лиза) Петровна Трофимова, дочь председателя колхоза, бывшая возлюбленная Кости
- Вера Кузнецова — Трофимова, жена Трофимова, мать Лизы
- Леонид Быков — Виктор Терентьевич Туз, жених Ульяны, плохой механик и хороший музыкант
- Инга Будкевич — Ульяна Панкратьевна Котова, невеста Туза, заведующая фермой
- Галина Васильева — Катя, доярка
- Павел Волков — Иван Митрофанович Копылов, парторг, друг Трофимова
- Вера Бурлакова — жена Копыловa
- Борис Рыжухин — Матвей Савельевич Кожин, колхозник
- Александр Блинов — Шурка, тракторист
- Любовь Малиновская — Аксинья, доярка
- Вера Титова — Антонина, доярка
- Георгий Гумилевский — Диоген, паромщик
- Борис Юрченко — Вася Сучков, тракторист
- Александра Денисова — тётя Настя
- Виктор Терехов — Васин, председатель колхоза «Коммунар»
- Юрий Соловьёв — тракторист, выступает на собрании
- Валентин Маклашин — колхозник на собрании
- А. Квасова — эпизод
- В титрах не указаны:
- Кира Крейлис-Петрова — член правления колхоза, участница собрания
- Лев Степанов — «малосознательный» колхозник
- Олег Хроменков — участник собрания в тельняшке

## Съёмочная группа
- Автор сценария — Виктор Курочкин
- Режиссёр-постановщик — Максим Руф
- Главный оператор — Сергей Иванов
- Художник — Борис Бурмистров
- Режиссёр — Вадим Терентьев
- Композитор — Валентин Левашов
- Звукооператор — Борис Хуторянский
- Текст песен — Валентин Левашов, Василий Пухначёв
- Монтаж — Мария Пэн
- Оркестр Ленинградского академического малого оперного театра
Дирижёр — Карл Элиасберг
- Директор картины — Николай Семёнов

## Песни в фильме
В фильме звучат песни композитора Валентина Левашова «Ой, ты речка, речка, речка…» (слова Валентина Левашова) в исполнении Леонида Быкова и «С неба звёздочка, с неба звёздочка упала…» (слова Василия Пухначёва).